# Scathophaga nelsoni
Scathophaga nelsoni är en tvåvingeart som beskrevs av Sifner 2003. Scathophaga nelsoni ingår i släktet Scathophaga och familjen kolvflugor. Inga underarter finns listade i Catalogue of Life.